# پارک ملی توادا-هاچیمانتای
پارک ملی توادا-هاچیمانتای (به لاتین: Towada-Hachimantai National Park) یک پارک ملی و منطقهٔ مسکونی در ژاپن است که در استان آئوموری واقع شده‌است.